# Sam Fox (diplomaat)

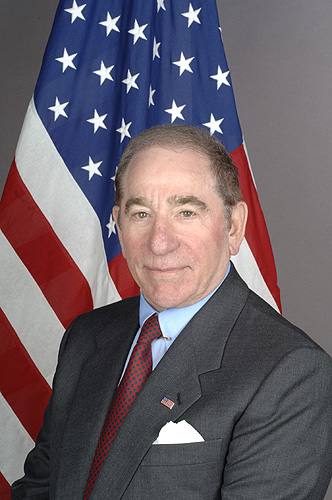
Sam Fox

Sam Fox (Desloge (Missouri), 9 mei 1929 – Saint Louis (Missouri), 2 december 2024) was een Amerikaans zakenman en diplomaat. Hij was van 2007 tot 2009 de Amerikaanse ambassadeur in België. Fox is de zoon van Joodse immigranten uit Oekraïne.

## Biografie
Sam Fox was de oprichter en topman van de investeringsmaatschappij Harbour Group Industries en een sponsor van de Republikeinse Partij van president George W. Bush. Hij doneerde ongeveer 50.000 dollar aan de campagnegroep Swift Boat Veterans For Truth, gericht tegen de Democratische presidentskandidaat John Kerry.
Op 4 april 2007 werd Fox tijdens een reces van de Amerikaanse volksvertegenwoordiging door president Bush benoemd als ambassadeur in België. Een week eerder was gebleken dat een meerderheid van de Senaat tegen diens benoeming was.
In 2009 werd hij wegens het aantreden van president Barack Obama opgevolgd door de Democraat Howard Gutman.
Fox overleed op 2 december 2024 op 95-jarige leeftijd.
- International Standard Name Identifier: 0000 0004 4885 3993
- Library of Congress Control Number: no2014101871
- Virtual International Authority File: 310521163
- WorldCat: E39PBJp9vJx74kPqPfJXM9FxjC